# Distrito electoral de Belmont (condado de Otoe, Nebraska)
Belmont (en inglés: Belmont Precinct) es un distrito electoral ubicado en el condado de Otoe en el estado estadounidense de Nebraska. En el Censo de 2010 tenía una población de 411 habitantes y una densidad poblacional de 4,43 personas por km².

## Geografía
Belmont se encuentra ubicado en las coordenadas 40°39′4″N 95°57′40″O / 40.65111, -95.96111. Según la Oficina del Censo de los Estados Unidos, Belmont tiene una superficie total de 92.7 km², de la cual 92.15 km² corresponden a tierra firme y (0.58%) 0.54 km² es agua.

## Demografía
Según el censo de 2010, había 411 personas residiendo en Belmont. La densidad de población era de 4,43 hab./km². De los 411 habitantes, Belmont estaba compuesto por el 98.3% blancos, el 0.73% eran amerindios y el 0.97% pertenecían a dos o más razas. Del total de la población el 0.49% eran hispanos o latinos de cualquier raza.